# Malvin Wald
Malvin Wald (* 8. August 1917 in New York City; † 6. März 2008 in Sherman Oaks, Kalifornien) war ein US-amerikanischer Drehbuchautor.

## Leben
Wald absolvierte 1936 das Brooklyn College. Im Anschluss folgte er seinem Bruder Jerry Wald (1911–1962), einem Drehbuchautor und späteren Filmproduzenten, nach Hollywood. Ab Beginn der 1940er Jahre trat er als Drehbuchautor in Erscheinung. So basiert der 1942 veröffentlichte Film 10 Leutnants von West-Point auf einer Geschichte von ihm. Während des Zweiten Weltkriegs diente er in den United States Army Air Forces. Später unterrichtete er Drehbuchschreiben an der University of Southern California. Bis zu Beginn der 1950er Jahre war Wald an einigen Kinofilmen beteiligt, im Anschluss verlagerte sich sein Schaffen vor allem auf Fernsehserien.
Für das Drehbuch zu Stadt ohne Maske war er 1949 für den Oscar in der Kategorie beste Originalgeschichte nominiert. Außerdem war er hierfür gemeinsam mit Albert Maltz in zwei Kategorien für den Writers Guild of America Award nominiert.
Wald war verheiratet und Vater zweier Kinder. Seine Frau verstarb 1999.

## Filmografie (Auswahl)
- 1948: Stadt ohne Maske (The Naked City)
- 1949: Alarm in der Unterwelt (The Undercover Man)
- 1955: SOS! Flieger nach vorn! (Battle Taxi)
- 1958: Employees Only (Dokumentar-Kurzfilm, Drehbuch)
- 1959: Al Capone
- 1961: Der Mann mit der stählernen Klaue (The Steel Claw)
- 1966–1968: Daktari (Fernsehserie)
- 1977–1978: Der Mann in den Bergen (The Life and Times of Grizzly Adams, Fernsehserie)